# Sekretariat Stanu Stolicy Apostolskiej
Sekretariat Stanu Stolicy Apostolskiej – najważniejszy urząd Kurii Rzymskiej, najściślej współdziałający z Papieżem w sprawowaniu jego najwyższej posługi.

## Historia urzędu[1]
Początki Sekretariatu Stanu sięgają XV wieku. Papież Innocenty VIII 31 grudnia 1487 ustanowił na mocy konstytucji apostolskiej Non debet reprehensibile – Sekretariat Apostolski, w skład którego weszło 24 sekretarzy. Jeden z nich nosił tytuł Secretarius domesticus i przewodził pozostałym. Secretaria Apostolica dała początek urzędom takim jak: Sekretariat ds. Brewe Apostolskich czy Sekretariat Brewe do Władców i Sekretariat Listów Łacińskich. Leon X powierzył Sekretariatowi niektóre kwestie polityczne i zarządu nad Państwem Kościelnym. Utworzył też urząd Secretarius intimus, który miał wspomagać kardynała sekretarza kierującego sprawami Państwa Papieskiego oraz prowadzić korespondencje w językach innych niż łacina, także z nuncjuszami apostolskimi. Rola Sekretariatu wzrosła najbardziej podczas soboru trydenckiego, kiedy to zaczął przejmować pierwszorzędną pozycję w Kurii Rzymskiej od Kancelarii Apostolskiej. Innocenty X był pierwszym papieżem, który nadał nowoczesny charakter urzędowi sekretarza stanu. Aż do pontyfikatu Innocentego XII jednak urząd obsadzony był zazwyczaj kardynałami nepotami. Po likwidacji Państwa Kościelnego w 1870, Sekretariat Stanu został przebudowany na mocy konstytucji apostolskiej Sapienti Consilio wydanej przez papieża Piusa X dnia 29 czerwca 1908. Ponowna reforma sekretariatu nastąpiła po soborze watykańskim II na mocy konstytucji apostolskiej Regimini Ecclesiae Universae z 15 sierpnia 1967. Papież Paweł VI w motu proprio "Quo aptius" z 27 lutego 1973 zlikwidował Kancelarię Apostolską i urząd kardynała-kanclerza, przekazując ich kompetencje do Sekretariatu Stanu. W tej samej konstytucji zlikwidował Kancelarię Brewe Apostolskich, czyli dotychczasową trzecią sekcję Sekretariatu. Przekształcił też dwie pozostałe sekcje - 

## Obecna struktura
Na czele Sekretariatu Stanu stoi kardynał Sekretarz Stanu Jego Świątobliwości (zwany też: kardynałem sekretarzem stanu, sekretarzem stanu Stolicy Apostolskiej). Jest on głównym współpracownikiem papieża w dziele kierowania Kościołem powszechnym, najwyższym przedstawicielem Stolicy Apostolskiej na arenie międzynarodowej, a w określonych okolicznościach reprezentuje osobę samego papieża.
Sekretariat Stanu składa się z trzech sekcji:

### Sekcja Spraw Ogólnych
Sekcja Spraw Ogólnych, którą kieruje arcybiskup Substytut do Spraw Ogólnych, wspomagany przez Asesora. Do zadań tej sekcji należy:
- załatwianie spraw związanych z codzienną posługą kierowania Kościołem powszechnym,
- zapewnianie kontaktu z innymi dykasteriami Kurii Rzymskiej,
- określanie funkcji i kierowanie działalnością przedstawicieli Stolicy Apostolskiej, szczególnie w odniesieniu do Kościołów lokalnych,
- zajmowanie się sprawami dotyczącymi ambasad w Watykanie; w porozumieniu z innymi dykasteriami zajmowanie się sprawami związanymi z aktywną obecnością Stolicy Apostolskiej przy organizacjach międzynarodowych.

Ponadto Sekcja Pierwsza:
- redaguje konstytucje apostolskie, dekrety, listy apostolskie i inne dokumenty, które powierza jej papież,
- wykonuje akty urzędowe związane z nominacjami w Kurii Rzymskiej i innych organizmach  zależących od Watykanu,
- przechowuje pieczęć ołowianą i pierścień Rybaka,
- przygotowuje do publikacji «Acta Apostolicae Sedis» i «Annuario Pontificio»,
- przygotowuje oficjalne komunikaty dotyczące działalności papieża i Stolicy Apostolskiej,
- razem z Drugą Sekcją czuwa nad działalnością oficjalnych środków przekazu Stolicy Apostolskiej,
- opracowuje dane statystyczne dotyczące życia Kościoła w różnych częściach świata.

W ramach tej sekcji istnieją sekcje językowe: włoska, angielska, niemiecka, francuska, hiszpańska, portugalska, łacińska, a także od początku pontyfikatu Jana Pawła II sekcja polska.

### Sekcja ds. Relacji z Państwami
Sekcja ds. Relacji z Państwami, którą kieruje arcybiskup, Sekretarz ds. Relacji z Państwami, wspomagany przez Podsekretarza  ds. Relacji z Państwami, we współpracy z kardynałami i biskupami. Głównym zadaniem Sekcji Drugiej jest utrzymywanie  kontaktów dyplomatycznych z państwami. Do kompetencji tej sekcji należą:
- zapewnianie stosunków dyplomatycznych Stolicy Apostolskiej z innymi państwami i podmiotami prawa międzynarodowego,
- promowanie wspólnych inicjatyw mających na celu dobro Kościoła i społeczeństwa cywilnego,
- zawieranie konkordatów i podobnych umów,
- reprezentowanie Stolicy Apostolskiej na forum międzynarodowych organizacji i konferencji,
- w szczególnych okolicznościach – na zlecenie papieża i w porozumieniu z kompetentnymi dykasteriami Kurii – przygotowywanie dekretów nominacyjnych w Kościołach lokalnych, a także ich ustanawianie i zmiana ich struktur,
- w ścisłej współpracy z Kongregacją ds. Biskupów mianowanie biskupów w krajach, które zawarły ze Stolicą Apostolską traktaty lub umowy oparte na prawie międzynarodowym.

### Sekcja Personelu Dyplomatycznego
Sekcja Personelu Dyplomatycznego, którą kieruje arcybiskup, który jest delegatem do spraw przedstawicielstw papieskich. Sekcja trzecia ma za zadanie nadzorowanie korpusu dyplomatycznego Stolicy Apostolskiej, pracującego na całym świecie.

## Obecny zarząd
- Sekretarz Stanu: kard. Pietro Parolin

### Sekcja Spraw Ogólnych
- Substytut do Spraw Ogólnych: abp Edgar Peña Parra
- Asesor: ks. Roberto Campisi

### Sekcja ds. Relacji z Państwami
- Sekretarz do Spraw Relacji z Państwami: abp Paul Gallagher
- Podsekretarz: ks. Mirosław Wachowski
- Podsekretarz: ks. Daniel Pacho

- Szef protokołu dyplomatycznego Stolicy Apostolskiej – ks. Javier Domingo Fernández González

### Sekcja ds. Przedstawicielstw Papieskich
- Sekretarz do Spraw Przedstawicielstw Papieskich: abp Luciano Russo
- Podsekretarz: ks. Joseph Murphy